# Ioana Gașpar
Ioana Gaspar n. 17 aprilie 1983, Timișoara, România) este o jucătoare profesionistă de tenis română. Pe 17 septembrie 2001 a ajuns pe poziția 258, cea mai înaltă poziție din clasamentul WTA la simplu.

## Viața personală
În mai 2010 Ioana s-a căsătorit cu Mădălin Ivan, și și-a schimbat numele în Gaspar-Ivan.
Din iunie 2017 numele ei este listat pe clasamentele WTA și ITF ca Ioana Gaspar.

## Finale degrand slamjuniori

### Dublu (1)
| Rezultat     | An   | Turneu    | Suprafață | Parteneră          | Adversare în finală                | Scor          |
| Câștigătoare | 2000 | Wimbledon | Iarbă     | Tatiana Perebiynis | Dája Bedáňová María Emilia Salerni | 7–6(7–2), 6–3 |

## Finale în circuitul ITF simplu: 6 (4-2)
| Legendă                    |
| -------------------------- |
| Turnee 100.000 $           |
| Turnee 75.000 $ / 80.000 $ |
| Turnee 50.000 $ / 60.000 $ |
| Turnee 25.000 $            |
| Turnee 15.000 $            |
| Turnee 10.000 $            |

| Rezultat     | No. | Data              | Turneu             | Suprafață | Adversară            | Scor          |
| Câștigătoare | 1.  | 8 august 1999     | București, România | Zgură     | Raluca Ciochină      | 0–6, 6–3, 6–3 |
| Câștigătoare | 2.  | 30 aprilie 2000   | Cerignola, Italia  | Zgură     | Aliénor Tricerri     | 4–6, 6–3, 6–1 |
| Finalistă    | 3.  | 8 octombrie 2000  | Makarska, Croația  | Zgură     | Zuzana Ondrášková    | 2–6, 3–6      |
| Câștigătoare | 4.  | 15 octombrie 2000 | Ciampino, Italia   | Zgură     | Andreea Ehritt-Vanc  | 6-4, 6-1      |
| Câștigătoare | 5.  | 19 noiembrie 2000 | Stupava, Slovacia  | Hard (i)  | Magdalena Zděnovcová | 5-3, 4-2      |
| Finalistă    | 6.  | 15 iulie 2007     | București, România | Zgură     | Alexandra Cadanțu    | 2–6, 3–6      |

| Rezultat     | No. | Data              | Turneu             | Suprafață | Parteneră              | Adversare în finală                  | Scor             |
| Finaliste    | 1.  | 22 august 1999    | București, România | Zgură     | Carmen-Raluca Țibuleac | Marina Lazarovska Mihaela Moldovan   | 2–3(ret.)        |
| Finaliste    | 2.  | 27 ianuarie 2002  | Skopje, Macedonia  | Zgură     | Ramona But             | Marina Lazarovska Ljiljana Nanušević | 4–6, 7–5, 3–6    |
| Câștigătoare | 3.  | 30 mai 2004       | Oradea, România    | Zgură     | Lavinia Toader         | Bianca Bonifate Diana Gae            | 2–6, 6–1, 6–2    |
| Câștigătoare | 4.  | 1 septembrie 2006 | Timișoara, România | Zgură     | Corina Corduneanu      | Diana Enache Ágnes Szatmári          | 6–3, 6–4         |
| Finaliste    | 5.  | 5 mai 2007        | București, România | Zgură     | Laura-Ioana Andrei     | Simona Halep Ionela-Andreea Iova     | 4–6, 6–2, 3–6    |
| Finaliste    | 6.  | 11 mai 2007       | București, România | Zgură     | Laura-Ioana Andrei     | Irina-Camelia Begu Simona Halep      | 4–6, 2–6         |
| Câștigătoare | 7.  | 11 iulie 2008     | București, România | Zgură     | Irina-Camelia Begu     | Mihaela Bunea Gabriela Niculescu     | 4–6, 6–3, [10–3] |
| Winners      | 8.  | 5 June 2009       | București, România | Zgură     | Laura-Ioana Andrei     | Simona Matei Andreea Mitu            | 6–3, 7–6(7–3)    |
| Finaliste    | 9.  | 12 iunie 2009     | București, România | Zgură     | Laura-Ioana Andrei     | Mihaela Buzărnescu Elora Dabija      | 6–1, 5–7, [5–10] |
| Câștigătoare | 10. | 24 iulie 2009     | București, România | Zgură     | Simona Matei           | Ionela-Andreea Iova Andreea Mitu     | 7–6(8–6), 6–1    |
| Finaliste    | 11. | 4 iunie 2010      | București, România | Zgură     | Elora Dabija           | Laura-Ioana Andrei Mădălina Gojnea   | 2–6, 4–6         |
| Finaliste    | 12. | 5 noiembrie 2017  | Heraklion, Grecia  | Zgură     | Bojana Marinković      | Anna Bondár Réka Luca Jani           | 4–6, 6–2, [8–10] |